# Archives nationales d'Irlande
Pour les articles homonymes, voir Archives nationales (homonymie).

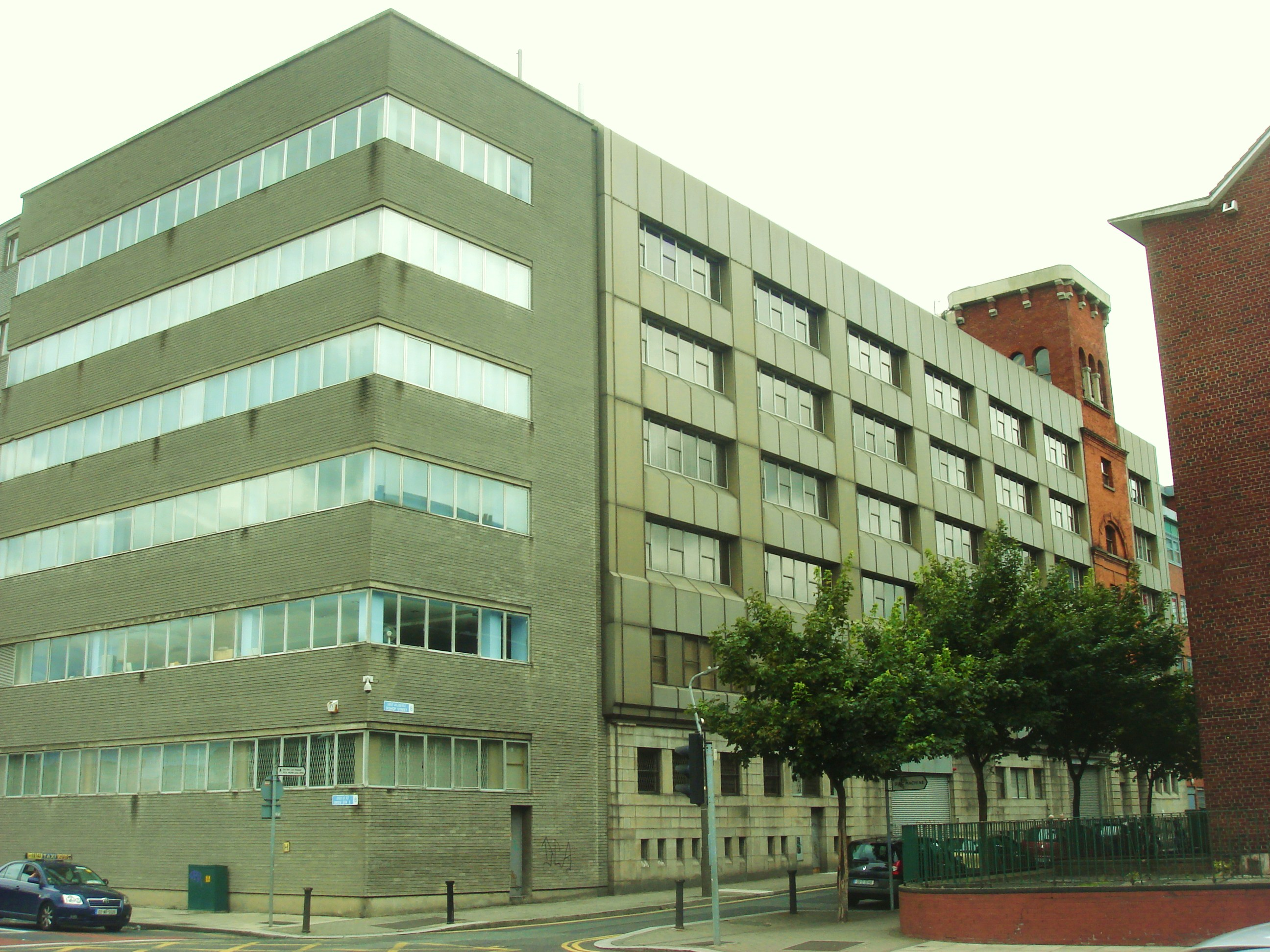
Bâtiments des archives nationales.

Les Archives nationales d’Irlande (The National Archives of Ireland - Cartlann Náisiúnta na hÉireann) sont le dépositaire des archives officielles de l’État irlandais. Créé par le National Archives Act en 1986, le service a commencé son activité en 1988 et prit la place du State Paper Office et du Public Record Office of Ireland.
En 1991 les Archives nationales sont déplacées dans leur site actuel : Bishop Street à Dublin.
Le State Paper Office (fondé en 1702), était originellement basé dans le château de Dublin. Le Public Record Office of Ireland fut créé en 1867 et basé au palais de Justice (Four Courts) pour réunir en un seul et même lieu tous les documents administratif et judiciaire.
Durant la Bataille de Dublin en juin 1922 lors de la Guerre civile, le bâtiment qui abritait tous ces documents dont certains dataient du XIIIe siècle fut détruit de même que la plupart des archives.
En 1922, lors de la partition de l’Irlande et de la création de l’État libre d'Irlande, le Public Record Office of Northern Ireland fut créé et récupéra toutes les archives le concernant.
Le fonds des Archives nationales d’Irlande regroupe :
- les archives du Gouvernement irlandais de 1922 à 1975 ;
- les archives de l’administration britannique en Irlande des XIXe et XXe siècles (On y recense aussi quelques documents des XVIIe et XVIIIe siècles) ;
- les archives judiciaires depuis le XIVe siècle ;
- les archives en provenance d’autres sources comme les paroisses anglicanes de l’Église d’Irlande, l’administration des ports, des hôpitaux, des écoles, syndicats, entreprises, avocats et cadastres des XIXe et XXe siècles ;
- les transcriptions, extraits ou index relatifs aux originaux datant du XIIe siècle et détruits en 1922 ;
- des archives personnelles comme celles des taoiseach : Jack Lynch et Liam Cosgrave.